# Narodowy Instytut Edukacji

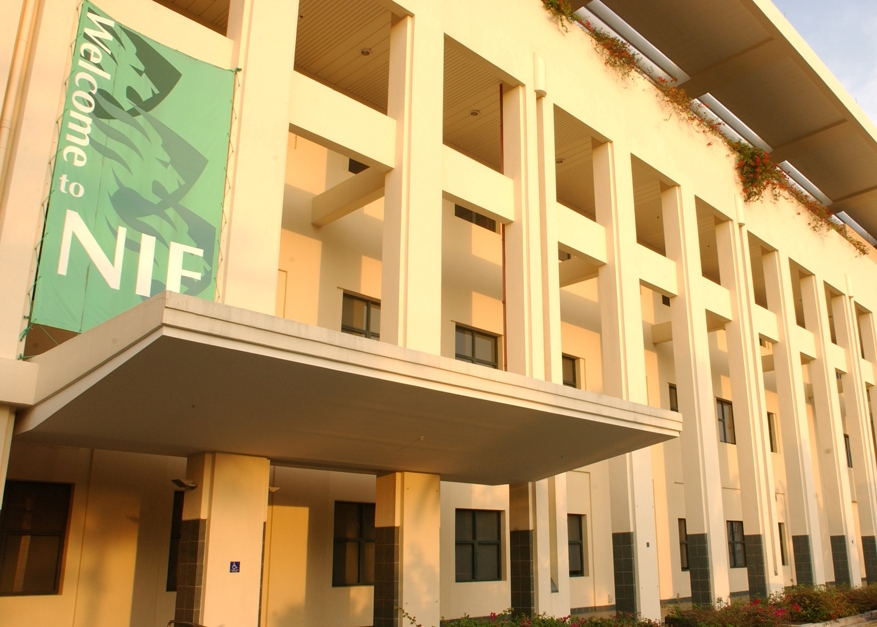
Narodowy Instytut Edukacji

Narodowy Instytut Edukacji (ang. National Institute of Education, NIE) – autonomiczna jednostka naukowo-badawcza Uniwersytetu Technologicznego Nanyang w Singapurze, założona w lipcu 1991 roku. Jest to jedyna instytucja w Singapurze kształcąca nauczycieli. Zapewnia wsparcie edukacyjne na wszystkich poziomach nauczania, od nauczania początkowego po kadrę kierowniczą placówek oświatowych.

## Struktura organizacyjna
NIE jest podzielony na cztery Biura Programowe, których pracę wspiera dwanaście Grup Akademickich. Za obsługę administracyjną i informatyczną odpowiedzialne są odpowiednie departamenty. 

### Biura programowe
- Biuro Edukacji Nauczycieli (Office of Teacher Education)
- Biuro Studiów Podyplomowych oraz Kształcenia Zawodowego (Office of Graduate Studies and Professional Learning)
- Biuro Badań nad Edukacją (Office of Education Research)
- Biuro Zarządzania Jakością (Office of Academic Quality Management)

### Grupy Akademickie
- Grupa Języków i Kultur Azji (Asian Languages and Cultures) – na którą składają się trzy działy;
  - chiński
  - malajski
  - tamilski
- Grupa Programów Nauczania i Uczenia (Curriculum, Teaching and Learning) – ustanowiona w 2007, zajmuje się kształceniem programowym zorientowanym na innowację w procesach nauczania;
- Grupa Nauczania Początkowego i Pedagogiki Specjalnej (Early Childhood and Special Needs Education) – zajmuje się edukacją dla dzieci w wieku od 3 do 8 lat, ze szczególnym uwzględnieniem potrzeb dzieci szczególnie uzdolnionych;
- Grupa Języka i Literatury Angielskiej (English Language and Literature) – zajmuje się kształceniem nauczycieli anglistów
- Grupa Edukacji Studiów Humanistycznych i Społecznych (Humanities and Social Studies Education) – powstała w 2000 roku z połączenia działów geografii i historii, obecnie w zakres jej kompetencji wchodzą:
  - nauki społeczne
  - geografia
  - historia
  - ekonomia
  - księgowość
  - administracja biurowa (częściowo)
- Grupa Nauczania Nauk Ścisłych, Przyrodniczych i Technicznych (Sciences and Technologies) – interdyscyplinarna grupa zajmująca się wykorzystywaniem nowych pomysłów i technologii do efektywnego przekazywania wiedzy w dziedzinie nauk ścisłych i przyrodniczych
- Grupa Matematyczna i Nauczania Matematyki (Mathematics and Mathematics Education)
- Grupa Nauk Przyrodniczych i Edukacji Naukowej (Natural Sciences and Science Education)
- Grupa Wychowania Fizycznego i Sportu (Physical Education and Sports Science)
- Grupa Politologiczna (Policy and Leadership Studies)
- Grupa Studiów Psychologicznych (Psychological Studies)
- Grupa  Sztuk Wizualnych i Performance (Visual and Performing Arts)

## Departamenty Administracyjne
- Departament Planowania i Rozwoju Korporacyjnego (Corporate Planning and Development CPD)
- Departament Zarządzania Nieruchomościami (Development and Estate Department)
- Departament Finansów (Finance)
- Departament Zasobów Ludzkich (Human Resource)
- Departament Spraw Publicznych, Międzynarodowych i Spraw Absolwenckich  (International and Alumni Relations PIAR)
- Departament Planowania Strategicznego i Usług Korporacyjnych (Strategic Planning and Corporate Services)
- Centrum Spraw Studenckich (Student Services Centre)

## Departamenty Informatyczne i Wsparcia Technicznego
- Centrum Usług Informatycznych (Computer Services Centre)
- Centrum Pomocy Użytkownikom (Centre for User Support)
- Centrum Usług Bibliotecznych i Informacyjnych LIBRIS (Library and Information Services Centre)

## Historia
W związku ze zwiększonym zapotrzebowaniem na nauczycieli w okresie powojennym w 1950 roku założono Seminarium Nauczycielskie (Teachers' Training College (TTC)) dla kandydatów na nauczycieli. Jednocześnie na Uniwersytecie Malajskim (który później przemianowano na Narodowy Uniwersytet Singapuru) otwarto Szkołę Pedagogiczną (School of Education), która absolwentom seminarium zapewniała możliwość kształcenia się na studiach podyplomowych; po ich ukończeniu otrzymywało się dyplom nauczycielski (Diploma in Education).
W związku ze zlikwidowaniem Szkoły Pedagogicznej w 1971 roku Seminarium stało się jedyną instytucją kształcącą nauczycieli, przy udziale Uniwersytetu, który zapewniał wsparcie zarówno przy studiach dyplomowych, jak i podyplomowych.
W 1973 roku przekształcono Seminarium Nauczycielskie w Instytut Pedagogiczny (Institute of Education (IE)). Instytut Pedagogiczny prowadził dwuletnie kursy dla kandydatów na nauczycieli oraz jednoroczne studium podyplomowe. Dodatkowo zainicjowano staże kandydackie polegające na częściowym objęciu obowiązków nauczycielskich. Dyplom nauczycielski (Diploma in Education) otrzymywało się półtorarocznym stażu, a dla uzyskania certyfikatu nauczyciela (Certificate in Education) okres stażu wynosił trzy lata. 
W latach osiemdziesiątych system staży zastąpiono systemem "nauczycieli w trakcie szkolenia" (teacher-in-training). W 1984 ustanowiono Kolegium Wychowania Fizycznego (College of Physical Education (CPE)), kolegium było jednostką autonomiczną szkolącą nauczycieli wychowania fizycznego zarówno w systemie dyplomowym, jak i na studiach podyplomowych.
W 1990 roku rozpoczęto pracę na utworzeniem Narodowego Instytutu Edukacji. NIE powstał 1 lipca 1991 roku w wyniku połączenia Instytutu Pedagogicznego i Kolegium Wychowania Fizycznego w ramach struktur Uniwersytetu Technologicznego Nanyang.